# 잭 동가라

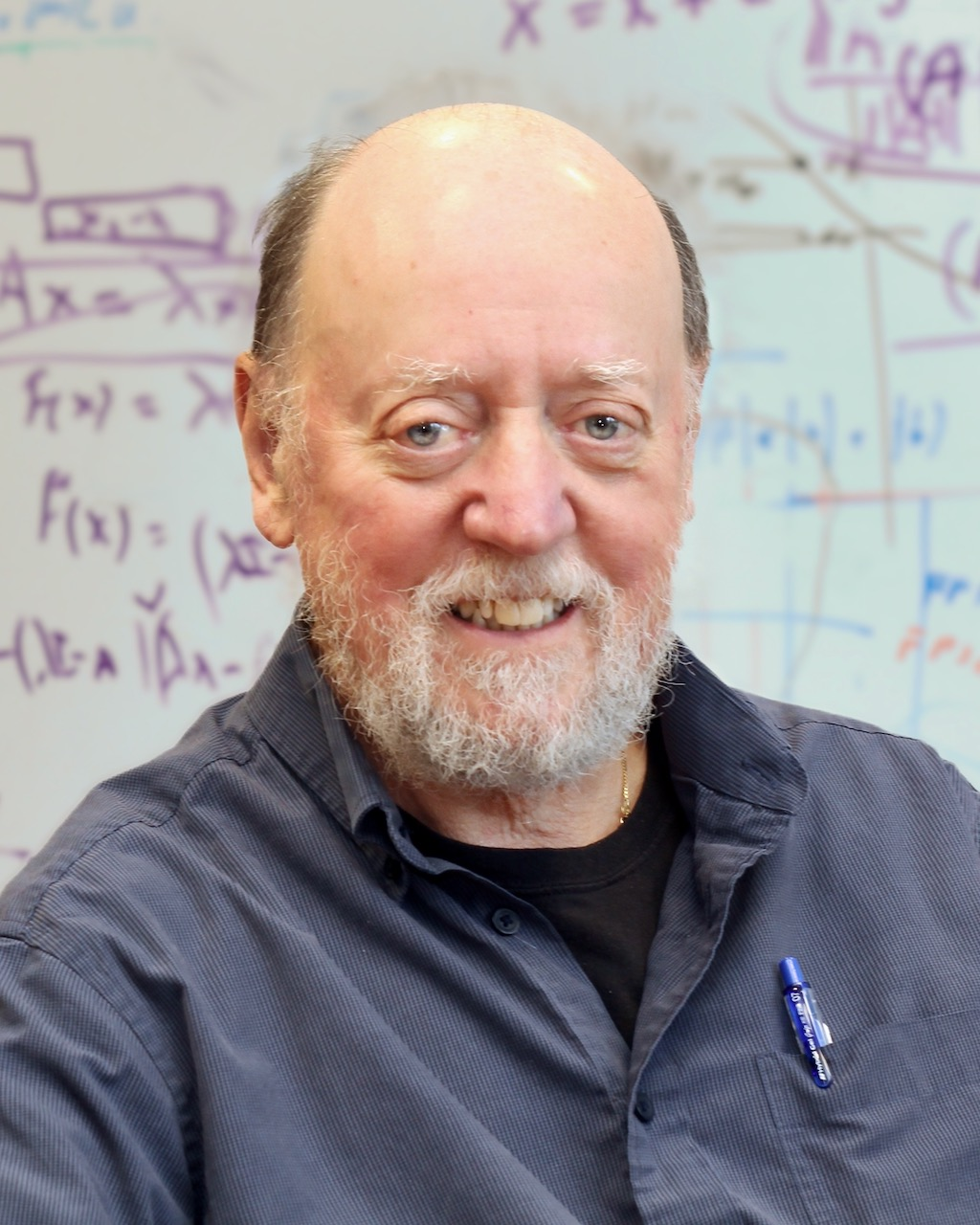
잭 동가라(2005년)

잭 조지프 동가라(영어: Jack Joseph Dongarra, 1950년 7월 18일~)는 미국의 컴퓨터 과학자로 테네시 대학교의 전기 공학 및 컴퓨터 과학과에서 컴퓨터 과학 전공의 저명한 교수이다. 그는 오크리지 국립연구소(ORNL)의 컴퓨터 과학 및 수학과에서 뛰어난 연구원으로 근무했으며 라이스 대학교 컴퓨터 과학과의 겸임 교수이기도 하다. 맨체스터 대학교의 컴퓨터 과학 및 수학과에서 펠로우십(Turing Fellowship)을 가졌다. 텍사스 A & M 대학교 의 선임 연구원 교수이기도 하며 잭 동가라는 ICL(Innovative Computing Laboratory)의 창립 이사이다.

## 같이 보기
- LINPACK
- HPL